# جامعة بريشتينا
جامعة بريشتينا (بالألبانية: Universiteti i Prishtinës)، هي إحدى الجامعات الحكومية في كوسوفو، ومقرها في بريشتينا. تأسست في عام 1969، وقد قسمت في عام 1999 خلال حرب كوسوفو وأصبحت تدرس الألبانية فقط.